# Ernest Fryderyk (margrabia Badenii-Durlach)
Ernest Fryderyk (ur. 17 października 1560 r. w Mühlburgu, zm. 14 kwietnia 1604 r. w Remchingen) – margrabia Badenii-Durlach od 1577 r. z dynastii Zähringen. 

## Życiorys

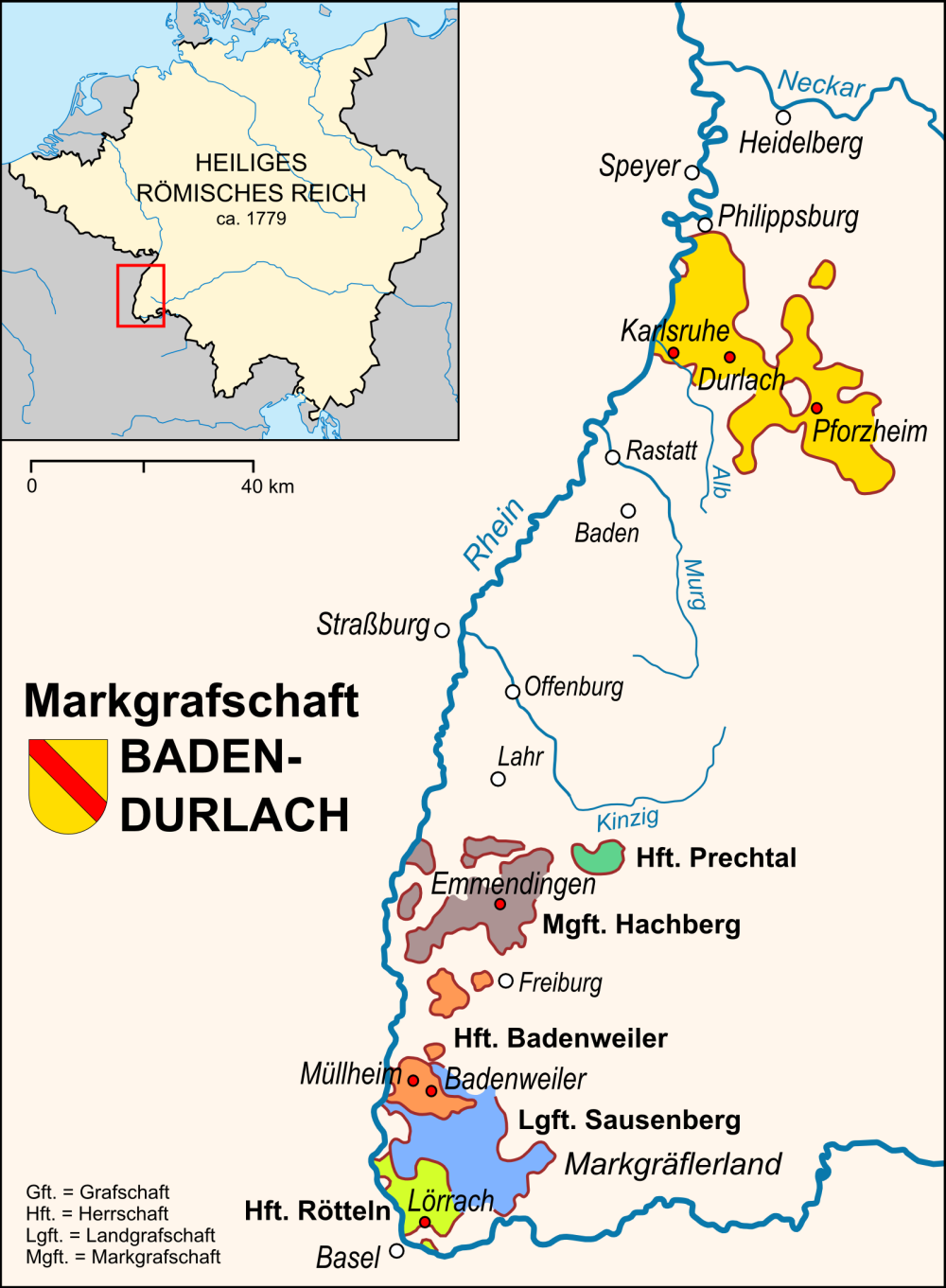
Ziemie margrabiów Badenii-Durlach od XVI do XVIII w.

Ernest Fryderyk był drugim spośród czterech synów margrabiego Badenii-Durlach Karola II i najstarszym spośród tych, którzy przeżyli ojca. Jego matką była druga żona Karola, Anna, córka palatyna Veldenz Ruprechta z rodu Wittelsbachów. Został wychowany w wierze luterańskiej.
W 1577 r., po śmierci ojca wraz z dwoma braćmi został margrabią Badenii-Durlach, ale faktyczne rządy objął dopiero po powrocie z podróży do kraju w 1584 r. (wcześniej rządy opiekuńcze sprawowała matka oraz sąsiedni książęta protestanccy). Wbrew woli ojca trzej bracia dokonali wówczas podziału księstwa, przy czym Ernestowi przypadła część z Pforzheim, on też pozostał opiekunem najmłodszego brata, Jerzego Fryderyka. 
W 1586 r. otworzył w Durlach gimnazjum nazwane od jego imienia Ernestinum. W 1590 r. zmarł średni brat Ernesta Fryderyka, katolicki Jakuba III i Ernest Fryderyk zajął jego księstwo (dzieląc się później nim z pozostałym bratem Jerzym Fryderykiem) oraz zaczął wychowywać w duchu protestanckim jego córkę. W 1592 r. zbrojnie interweniował w sporze o biskupstwo Strasburga. W 1594 r. zawarł sojusz z innymi protestanckimi książętami znad Renu, który był prekursorem późniejszej unii protestanckiej. 

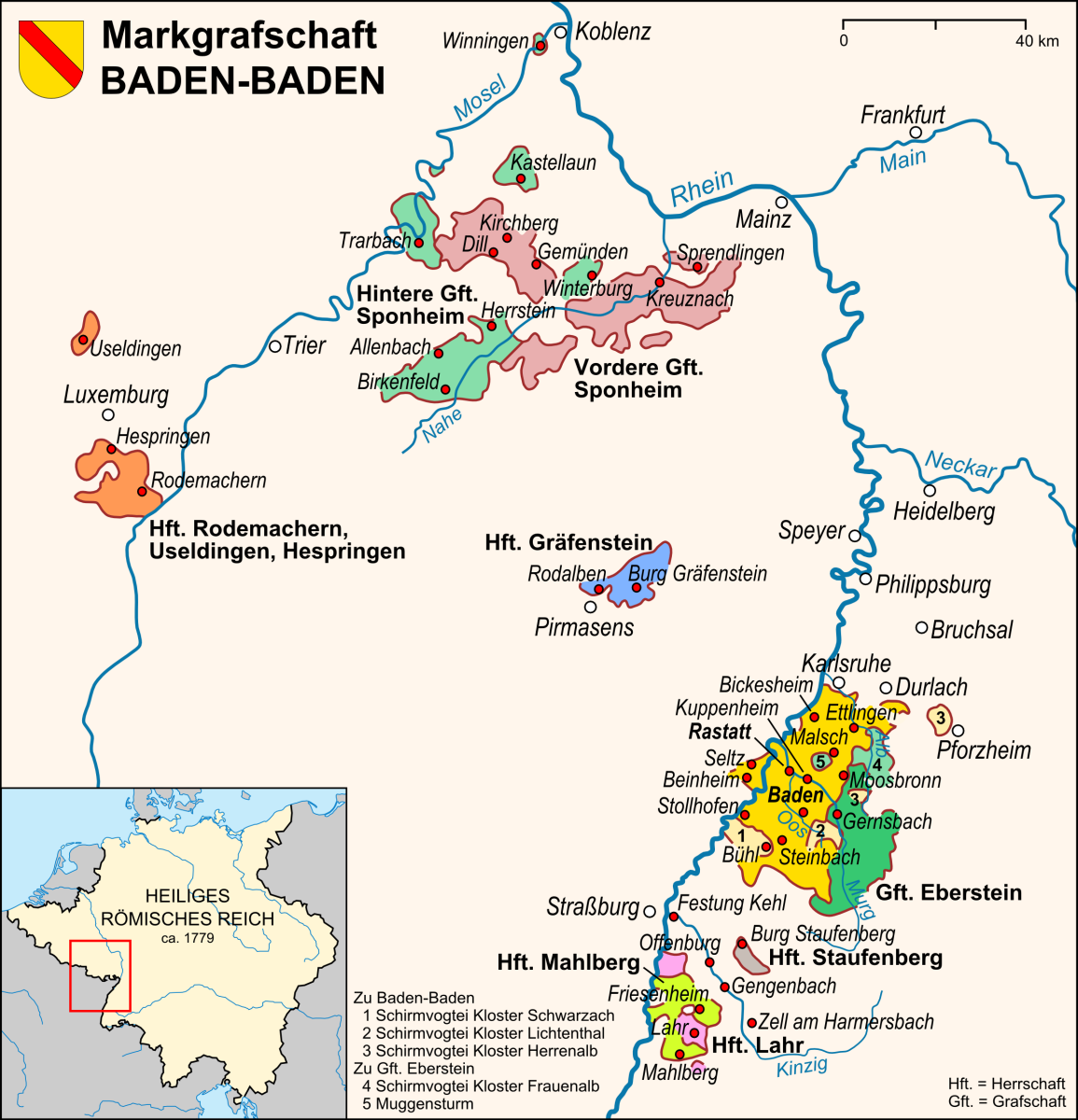
Ziemie margrabiów Baden-Baden od XVI do XVIII w.; ziemie przejęte przez Ernesta Fryderyka to część księstwa na prawym brzegu Renu

Także w 1594 r. zajął księstwo Baden-Baden, należące do jego katolickiego kuzyna Edwarda Fortunata. Awanturniczy kuzyn zadłużył do tego stopnia swoje księstwo, że mogło być ono przejęte przez jego dłużników. Ernest Fryderyk, mimo sprzeciwu cesarza, sam zbrojnie zajął większość księstwa i sprawował tam odtąd rządy jako administrator. Działał też w celu zmiany księstwa Baden-Baden na protestanckie. Uniknął przy tym zamachu na swoje życie zorganizowanego przez Edwarda Fortunata. Po śmierci kuzyna w 1600 r. Ernest Fryderyk zgłosił swoje roszczenia do pozostałych jego ziem, uznając się za jego prawowitego następcę (syna Fortunata, Wilhelma, jako pochodzącego ze związku morganatycznego, uważał za nieuprawnionego do przejęcia dziedzictwa po ojcu). 
Polityka religijna Ernesta Fryderyka w przejętych przezeń terytoriach Baden-Baden oraz na terenach pozostałych po bracie Jakubie III spowodowała, że popadł w konflikt z cesarzem Rudolfem II Habsburgiem. Spór ten oznaczał dla Ernesta Fryderyka ogromne wydatki, w związku z czym zastawił on na rzecz książąt Wirtembergii w 1595 r. miasta Besigheim i Mundelsheim; kolejne ustępstwa terytorialne poczynił w zamian za znaczne kwoty pieniężne w 1603 r.
W 1599 r. ogłosił przejście na kalwinizm i rozpoczął reformę religijną swego kraju. Spotkało się to z opozycją w kraju (zwłaszcza, że sukcesorem Ernesta Fryderyka był jego młodszy brat, luteranin), a w Pforzheimie doszło ostatecznie do otwartego powstania przeciwko księciu. Ten, chociaż w ostatnim okresie życia ciężko chorował i popadł w paranoję, wyruszył na wyprawę przeciwko zbuntowanemu miastu, podczas której zmarł wskutek udaru.

## Rodzina
21 grudnia 1585 r. Ernest Fryderyk poślubił Annę (1562–1621), córkę hrabiego Fryzji Wschodniej Edzarda II i zarazem wnuczkę (po matce) króla Szwecji Gustawa I Wazy. Była ona wdową (po krótkotrwałym małżeństwie) po palatynie reńskim Ludwiku VI Wittelsbachu. Małżeństwo było bezdzietne. Po śmierci Ernesta Fryderyka Anna po raz trzeci wyszła za mąż, za Juliusza Henryka, księcia Saksonii-Lauenburga-Ratzeburga.